# Nemocnice Hope
Nemocnice Hope je kanadský lékařský dramatický televizní seriál vysílaný v letech 2012–2017. V Kanadě běžel na CTV, v USA na NBC. Jedna epizoda trvá 43 minut, tvůrci seriálu jsou Malcolm MacRury a Morwyn Brebner. Nemocnice Hope získala třináctidílnou druhou sérii. 16. listopadu 2012 bylo rozhodnuto, že druhá řada se dočká osmnácti epizod, namísto původních třinácti.

## Děj
Charlie Harris, primář chirurgie jedné nemocnice v Torontu, se ocitne v kómatu, a zanechá tak nemocnici v naprostém chaosu. Jeho snoubenka a kolegyně, Alex Reid, usiluje o záchranu jeho života. Charlie mezitím jako duch bloumá po chodbách nemocnice. A do toho všeho se přimíchá i staronová chirurgická posila v podobě Joela Gorana.

## Obsazení
| Erica Durance  | Dr. Alex Reid      |
| Michael Shanks | Dr. Charlie Harris |
| Daniel Gillies | Dr. Joel Goran     |
| K.C. Collins   | Dr. Tom Reycraft   |
| Benjamin Ayres | Dr. Zachary Miller |

## Seznam dílů

### První řada
1. Pilot (premiéra: 7. června 2012)
2. Contact (premiéra: 14. června 2012)
3. Blindness (premiéra: 21. června 2012)
4. The Fight (premiéra: 28. června 2012)
5. Out Of Sight (premiéra: 5. července 2012)
6. The Great Randall (premiéra: 12. července 2012)
7. Consenting Adults (premiéra: 19. července 2012)
8. Heartsick (premiéra: 26. července 2012)
9. Bea, Again (premiéra: 16. srpna 2012)
10. A New Beginning (premiéra: 23. srpna 2012)
11. The Law of Contagion (premiéra: 30. srpna 2012)
12. Ride Hard or Go Home (premiéra: 1. září 2012)
13. Pink Clouds (premiéra: 13. září 2012)